# Таниповка
Тани́повка (рос. Таныповка, башк. Танып) — присілок у складі Татишлинського району Башкортостану, Росія. Входить до складу Нижньобалтачевської сільської ради.
Населення — 101 особа (2010; 106 у 2002).
Національний склад:
- удмурти — 99 %